# Danza Invisible
Danza Invisible est un groupe de new wave espagnol, originaire de Torremolinos, Málaga. Originaire de Torremolinos, le groupe a été formé en 1981 par Ricardo Texidó, du groupe Cámara, avec Chris Navas et Manolo Rubio, du groupe de punk rock Adrenalina en 1981. Peu de temps après, Antonio Gil rejoint le groupe à la guitare. Le dernier à rejoindre le projet de Ricardo Texidó fut Javier Ojeda, qui remplaça Ricardo Texidó en tant que chanteur principal.
On peut distinguer deux étapes dans leur carrière musicale : la première se caractérise par un son plus alternatif et avant-gardiste, inspiré par des groupes britanniques comme Simple Minds, U2 et The Police, ou des groupes américains comme Talking Heads ou Blondie. La deuxième phase se caractérise par une approche progressive de la musique africaine, de la danse et des Caraïbes.

## Histoire

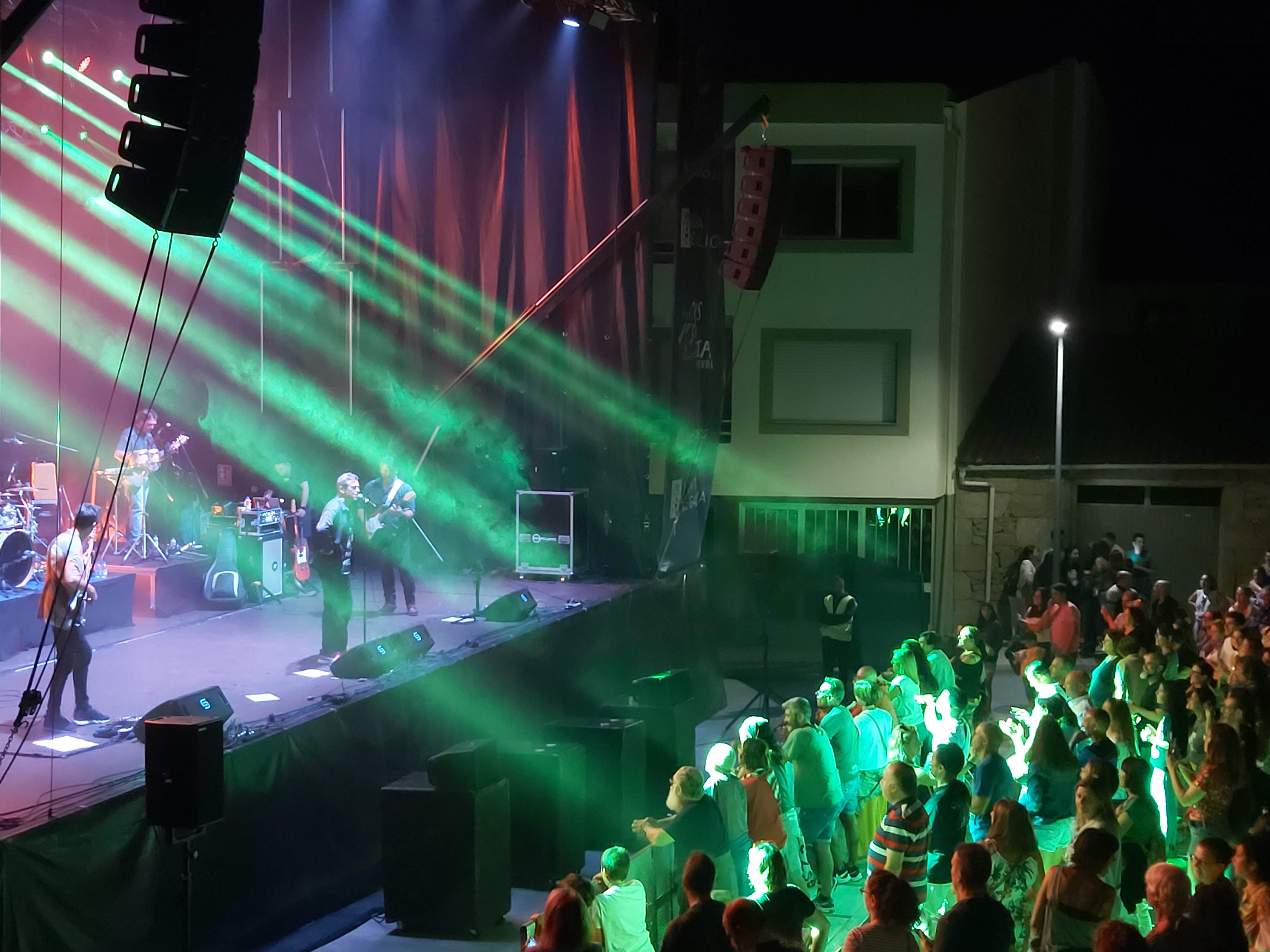
Danza Invisible en concert au Palais de Rei le 11 août 2022.

À leurs débuts, ils remportent le prix du meilleur groupe au concours de rock Alcazaba, organisé par la mairie de Jerez de la Frontera, ce qui leur permet d'enregistrer leur premier single avec la chanson Mis ojos hacia ti. Le premier album studio, Contacto interior, contient leur son original, avec des chansons telles que Tiempo de amor, et Ecos. Pour clore la scène avec Ariola, l'album Maratón, qui comprendra certains de leurs meilleurs titres comme El ángel caído et El club del alcohol.
En 1986, ils signent avec Twins et sortent Música de Contrabando, dont les titres sont Agua sin sueño, El Joven nostálgico et Sin aliento. Leur premier double album live sort en 1987, intitulé Directo, enregistré à la Sala Universal de Madrid. En 1988, ils sortent l'album A tu alcance, qui contient plusieurs de leurs chansons les plus connues : Sabor de amor, Reina del Caribe ou la reprise de A este lado de la carretera de Van Morrison.
En 1990, ils sortent l'album Catalina, qui contient des chansons notables comme Naturaleza muerta, En celo et la reprise de la chanson Yolanda de Pablo Milanés. En 1993, ils sortent l'album Clima Raro. Al compás de lla banda est leur deuxième album live, contenant plus de chansons de la deuxième étape et résultant de l'enregistrement de deux concerts, l'un à Madrid et l'autre à Málaga. En 1996, ils enregistrent Por ahora, avec la collaboration de musiciens tels que Trevor Murrell à la batterie, les Kick Horns, dans la section des vents, et Mark Cotgrove aux percussions. En 1998, ils sortent l'album En Equilibrio, qui comprend des reprises de chansons d'autres artistes, comme Libro abierto et Por tu ausencia.
Au cours de l'été 2001, ils publient Efectos personales, un album intime comprenant des chansons telles que ¿Cuánto, cuanto ? et Pero ahora.... Leur dernier album studio, Tía Lucía, sort en mars 2010.

## Membres

### Membres actuels
- Javier Ojeda — chant
- Chris Navas — basse
- Manolo Rubio — guitares, chœurs
- Antonio L. Gil — guitare, claviers
- Nando Hidalgo — guitare, chœurs
- Miguelo Batún — batterie

### Anciens membres
- Ricardo Texidó — batterie, chœurs

## Discographie

### Albums studio
- 1982 : Sueños
- 1983 : Contacto interior
- 1983 : Lo Mejor de Danza Invisible
- 1983 : Al amanecer
- 1985 : Maratón
- 1986 : Música de contrabando
- 1987 : Directo
- 1988 : A tu alcance
- 1989 : 1984-1989
- 1990 : Catalina
- 1991 : Bazar
- 1993 : Clima raro
- 1995 : Al compás de la banda
- 1996 : Por ahora
- 1998 : En equilibrio
- 2000 : Grandes éxitos
- 2001 : Efectos personales
- 2003 : Pura danza
- 2010 : Tía Lucía
- 2012 : Treinta Tacos
- 2013 : Danza Total

### Singles
- 1982 : Tinieblas en negro
- 1983 : Tiempo de Amor
- 1983 : Al amanecer
- 1983 : Danza Invisible
- 1985 : El Ángel Caído
- 1986 : Espuelas
- 1986 : Sin aliento
- 1986 : Ocio Y Negocio
- 1986 : Agua Sin Sueño
- 1986 :  El Joven Nostálgico
- 1987 : Hay Un Lugar
- 1987 : El Fin Del Verano
- 1987 : El Ángel Caído
- 1987 : El Club Del Alcohol
- 1988 : Reina del Caribe
- 1988 : Sabor de amor
- 1988 : A este lado de la carretera